# Cryptocephalus bhutana
Cryptocephalus bhutana là một loài bọ cánh cứng trong họ Chrysomelidae. Loài này được Medvedev & Sprecher-Uebersax miêu tả khoa học năm 1997.